# Trachycystis haygarthi
Trachycystis haygarthi é uma espécie de gastrópode da família Charopidae.
É endémica da África do Sul.
Os seus habitats naturais são: florestas secas tropicais ou subtropicais e florestas subtropicais ou tropicais húmidas de baixa altitude.
Está ameaçada por perda de habitat.